# 856 Backlunda
856 Backlunda је астероид главног астероидног појаса чија средња удаљеност од Сунца износи 2,434 астрономских јединица (АЈ). 
Апсолутна магнитуда астероида је 10,69 а геометријски албедо 0,051.